# Wolfgang Dimetrik
Wolfgang Dimetrik (* 6. Jänner 1974 in Eibiswald, Steiermark) ist ein österreichischer Akkordeonist.

## Leben
Ersten Akkordeonunterricht erhielt Wolfgang Dimetrik im Alter von sechs Jahren. Ab dem 11. Lebensjahr wurde Dimetrik am Johann-Joseph-Fux-Konservatorium in Graz von Professor Erwin Moder unterrichtet. 1991 bestand er die Aufnahmeprüfung an der Universität für Musik und darstellende Kunst Graz mit einem Akkordeonstudium bei den Professoren Mogens Ellegaard, James Crabb und Geir Draugsvoll. 1992 maturierte er am Musikgymnasium Graz. Nach der Diplomprüfung 1996 wechselt Dimetrik an das Hermann-Zilcher-Konservatorium in Würzburg in die Klasse von Stefan Hussong. 2001 erhielt er das Künstlerische Diplom und 2003 das Meisterklassendiplom an der Hochschule für Musik Würzburg.
Wolfgang Dimetrik ist ein Vertreter des Klassischen Akkordeons. Sein Repertoire reicht von der Interpretation barocker und klassischer Werke bis zur Wiedergabe moderner Originalliteratur für Akkordeon.
Wolfgang Dimetrik ist seit Jahr? Pädagoge an der Berufsfachschule für Musik in Altötting.

## Auftritte
Neben Solokonzerten trat Wolfgang Dimetrik auch als Kammermusiker auf, beispielsweise mit der musikFabrik Nordrhein-Westfalen, dem Neuen Ensemble Hannover, dem ensemble recherche, dem Ensemble Modern und dem Ensemble SurPlus.
- Mitwirkung an der Oper Frankfurt in Die Wände von Adriana Hölszky, unter der Leitung von Bernhard Kontarsky.
- 2001: Uraufführung von Arnold Schönbergs Die glückliche Hand mit dem United Ensemble Berlin, Leitung Peter Hirsch.
- 2003:  Uraufführung des Stücks Lied für Orchester von Jörg Widmann  mit den Bamberger Symphonikern unter Jonathan Nott.
- 2004:  Uraufführung von Isabel Mundrys Gefaltete Zeit mit dem ensemble recherche und dem Symphonieorchester des Bayerischen Rundfunks unter Peter Rundel.
- 2007: Uraufführung von Christopher Brandts Sonata 332, Blumenstück.
- 2007: Uraufführung Marko Zdraleks Deux espace imaginaire.

## Diskographie
- 2001/2006: Johann Sebastian Bach, Goldberg-Variationen.
- 2003/2006: Joseph Haydn, Klaviersonaten.
- 2007: Uros Rojko, Spin, Dimetrik plays Rojko. Mit Sabine Kracher (piano).
- 2008: John Cage, one, Dimetrik plays Cage.
- 2010: Johann Sebastian Bach, "English Suites II, III & V"
- 2012: Johann Sebastian Bach, "Partitas 2 & 4"